# 2 Batalion Strzelców Celnych
2 Batalion Strzelców Celnych Sandomierskich Juliusza Małachowskiego – ochotnicza polska formacja wojskowa powołana w czasie powstania listopadowego.
Batalion został utworzony 2 grudnia 1830 w Końskich, po 18 kwietnia 1831 wszedł w skład batalionu mjr. Stefana Dembowskiego.

## Dowódca
- ppłk Juliusz Małachowski (poległ 18 kwietnia)[2]

## Walki batalionu
Batalion bronił przepraw na Wiśle
Bitwy i potyczki:
- Puławy (26 lutego i 2 marca 1831)
- Solec (14 kwietnia 1831)
- Wronów (17 kwietnia 1831)
- Kazimierz nad Wisłą (18 kwietnia 1831)

Za udział w walkach otrzymał 1 krzyż złoty